# Бугри (Рубцовський район)
Бугри́ (рос. Бугры) — селище у складі Рубцовського району Алтайського краю, Росія. Входить до складу Новоніколаєвської сільської ради.

## Населення
Населення — 183 особи (2010; 263 у 2002).
Національний склад (станом на 2002 рік):
- росіяни — 97 %